# René Barthélemy
Pour les articles homonymes, voir Barthélemy.
René Barthélemy, né le 10 mars 1889 à Nangis (Seine-et-Marne) et mort le 12 février 1954  à Antibes, est un ingénieur français qui s’est illustré comme pionnier dans la mise au point de la télévision et a contribué à marquer l'Histoire des techniques de télévision.

## Contexte historique

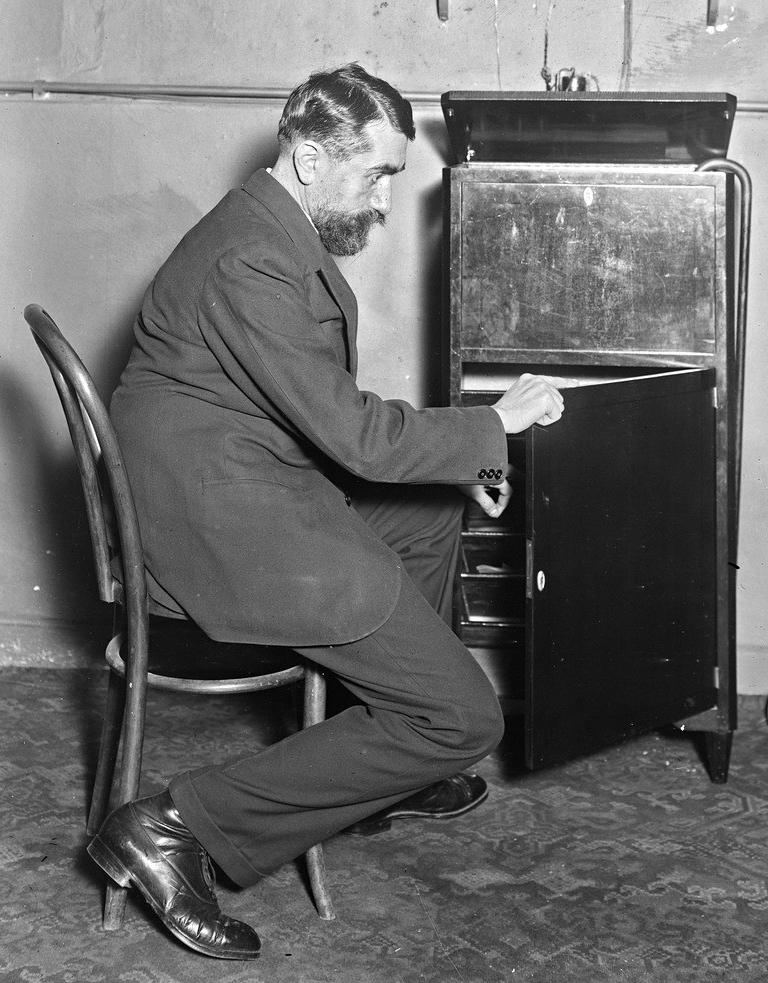
René Barthélemy en 1931 avec un prototype de téléviseur.

L’invention de la télévision ne peut être attribuée à un seul homme ; elle procède d'un lent travail d’amélioration collective entre chercheurs, ingénieurs et bricoleurs de différents pays, dont les premiers concepts remontent à la fin des années 1870.
Les découvertes successives en électricité et en optique permettent de formuler les premiers projets théoriques, les expériences et démonstrations des premiers chercheurs.

## Biographie

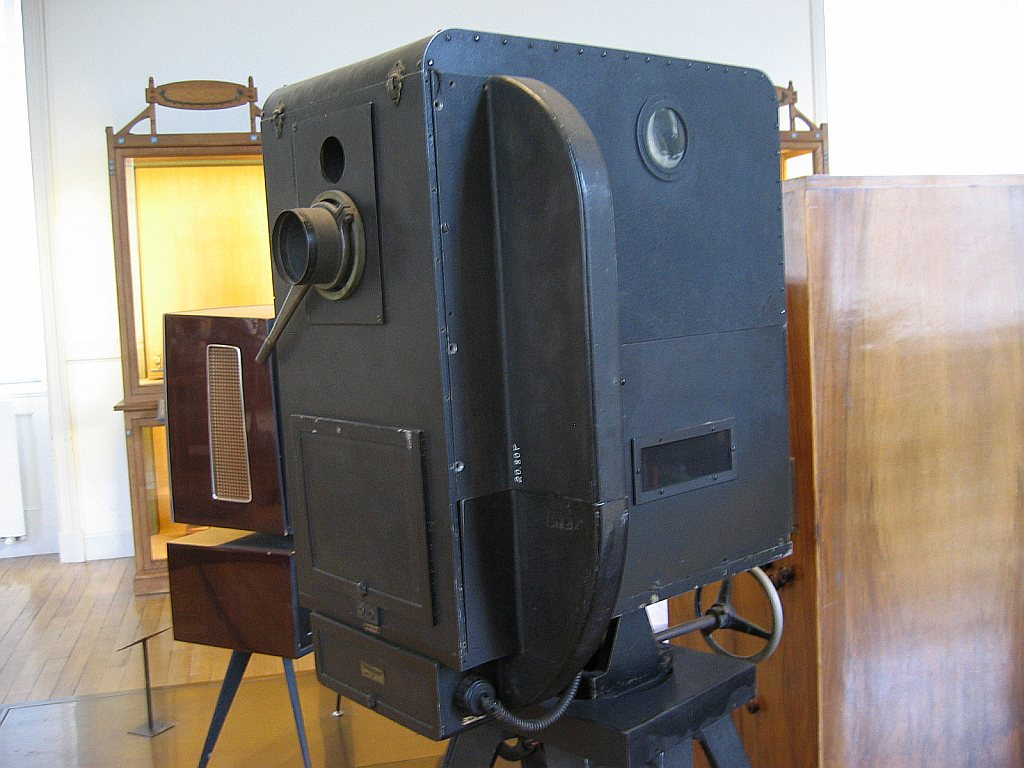
Caméra de Barthélemy de 1935 conservée au CNAM.

Fils d'un tailleur natif de Nangis, ses professeurs encouragent le jeune René à prolonger ses études; brillant ingénieur diplômé de l’École supérieure d'électricité, élève de la promotion 1909-1910, René Barthélemy devient à 22 ans radiotélégraphiste à la tour Eiffel.
En 1929, il est nommé chef du nouveau laboratoire de recherche sur la télévision, créé par Jean Le Duc, à la demande d’Ernest Chamon, PDG de la Compagnie des Compteurs à Montrouge. 
La deuxième démonstration publique de télévision en France est réalisée dans l’amphithéâtre de l’École supérieure d'électricité de Malakoff devant 800 invités, faisant suite aux démonstrations réalisées au Cinéma Olympia en novembre 1930 avec le système Baird. Cette expérience de « radiovision » est la première transmise par émetteur (situé à 2 kilomètres, dans les bâtiments de la Compagnie des Compteurs), d’autres ayant été réalisées précédemment mais par fil : les spectateurs y voient la diffusion du court métrage L'Espagnole à l'éventail présenté par Suzanne Bridoux, collaboratrice de René Barthélemy et première speakerine de l’histoire de la télévision française.
L'équipement comprend une caméra mécanique à miroir de Weiller à 30 lignes de définition, mis au point dans les locaux du laboratoire de la Compagnie des Compteurs associée à un récepteur utilisant le disque de Nipkow mécanique motorisée à lentilles avec écran rétroprojection de 40 cm x 30 cm associé à le 14 avril 1931

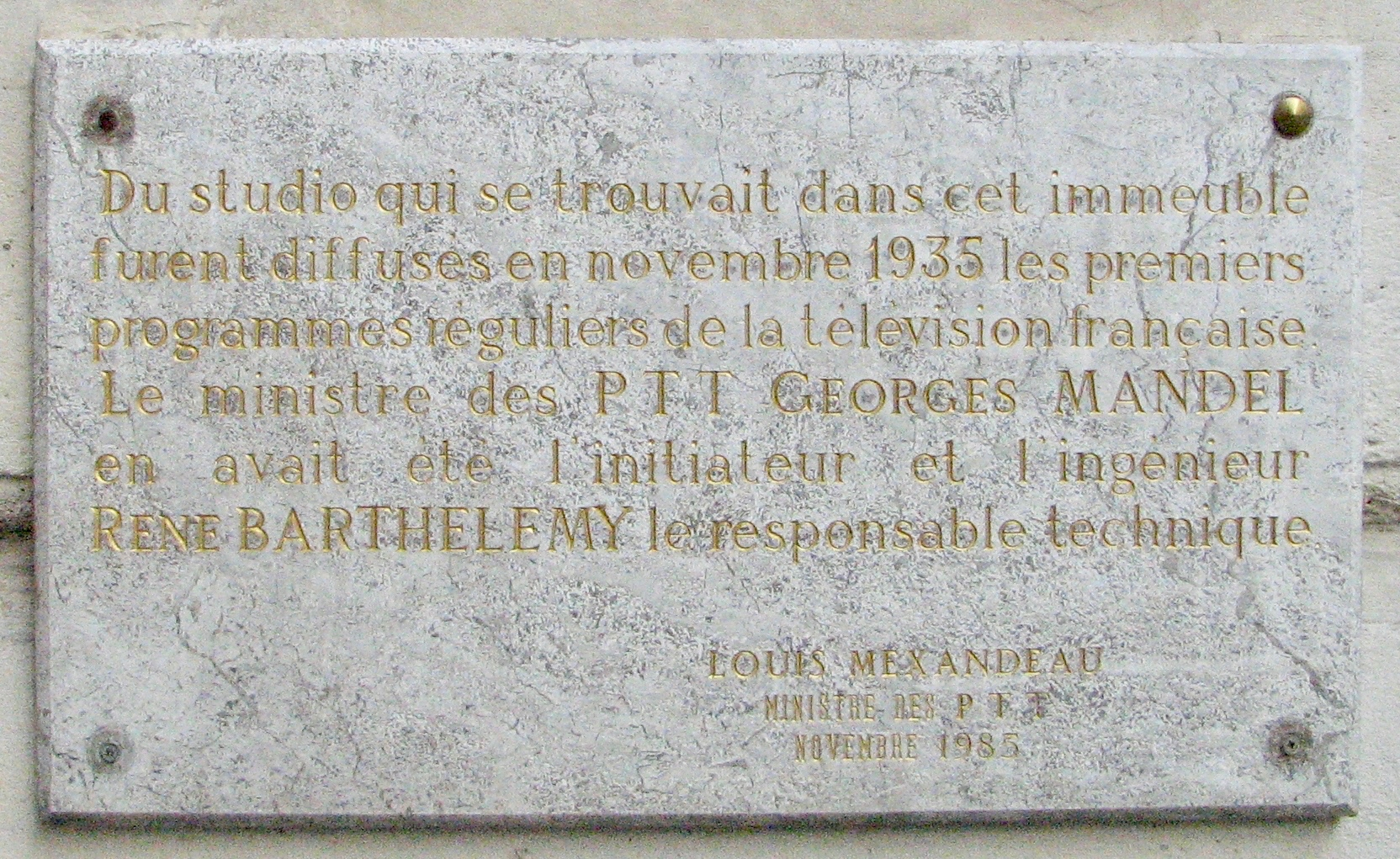
Plaque commémorative 103 rue de Grenelle (Paris), ancien siège du ministère des PTT, de là où en 1935 furent diffusés les premiers programmes réguliers de la télévision française.

Poursuivant ses travaux encouragés par les PTT, il met au point à partir de décembre 1932 un nouveau matériel en 60 lignes de définition pour réaliser un programme expérimental en noir et blanc d'une heure par semaine, « Paris Télévision ». La première émission officielle française de télévision a lieu le 26 avril 1935, sous l’égide de Georges Mandel, ministre des PTT, depuis le studio du 103 rue de Grenelle et consiste en une séquence de vingt minutes durant laquelle la comédienne Béatrice Bretty déclame un texte relatant sa récente tournée en Italie : Radio-PTT Vision, première chaîne de télévision française, est née.
À partir de novembre 1935, la tour Eiffel sert d’antenne émettrice avec une puissance de 10 kW. Le 2 décembre 1935, poursuivant le perfectionnement de ses appareils, il met au point et réalise une émission en 180 lignes de définition, mais le temps de la télévision « mécanique » à disque est révolu et désormais les progrès en électronique ouvrent la voie à la télévision moderne. Au début de 1937, les programmes se multiplient et ont lieu tous les soirs de 20 h à 20 h 30, émettant dans un rayon de 100 kilomètres.
La télévision prend son essor; toutefois en France, le nombre de téléviseurs reste encore très faible soit environ 500 écrans à définition 180 lignes en 1935 mais principalement dans les lieux publics, 297 unités individuelles en 455 lignes, déclarées pour la redevance en 1949. Il faut attendre 1956 pour que 442 433 appareils 819 lignes en fonction soient déclarés. 
Le récepteur « EMYVISOR » à tube cathodique de René Barthélemy est commercialisé par EMYRADIO, vers décembre 1935. 
René Barthélemy, désormais membre de l’Académie des sciences, continue, malgré une santé précaire, d'œuvrer efficacement dans le domaine de la télévision, en y apportant son génie inventif et sa rigueur, et entreprend des recherches systématiques pour détecter le rayonnement qu’évoque l’inventeur Marcel Violet et déterminer que ce rayonnement appartient aux phénomènes oscillatoires d'une gamme de fréquence au-delà de 1024[Quoi ?].
Malgré sa préconisation de développer un réseau de télédiffusion à 1 045 lignes, c'est le standard à 819 lignes d'Henri de France qui est adopté par le ministre de l'Information François Mitterrand. Déçu, il décide alors de se mettre en retrait.
René Barthélémy est inhumé au cimetière de Fontenay-aux-Roses.

## Distinctions
- Membre de l’Académie des sciences, le 18 mars 1946.
- Commandeur de la Légion d'honneur, le 12 février 1954.